# Ox (restaurant)
Ox is een restaurant in Belfast, Noord-Ierland. Het restaurant heeft sinds 2016 een Michelinster.
Stephen Toman is mede-eigenaar en chef-kok, terwijl mede-eigenaar Alain Kerloc'h optreedt als gastheer/sommelier.

## Onderscheidingen
- Michelinster 2016, 2017
- RAI awards (Restaurant Association of Ireland). Best Wine Experience 2015[5][6]
- Catey Awards. Menu of the Year 2015.[7]
- Good Food Guide award. Editors’ Award for Restaurant of the Year 2015.[8]